# Sytuacja prawna i społeczna osób LGBT w Liechtensteinie

Tęczowa flaga – symbol społeczności LGBT

Tęczowa flaga w kształcie Liechtensteinu

## Prawo wobec kontaktów homoseksualnych
Kontakty homoseksualne zostały zalegalizowane w Liechtensteinie w 1989 roku. W 2001 roku zrównano ze sobą próg wiekowy dla osób dopuszczających się kontaktów homo- i heteroseksualnych (obecnie takie kontakty są legalne od 14 roku życia).

## Ochrona prawna przed dyskryminacją
Prawo Liechtensteinu od 2016 roku zawiera zapisy zakazujące dyskryminacji przez wzgląd na orientację seksualną.

## Uznanie związków osób tej samej płci
W Liechtensteinie można zawierać związki osób tej samej płci. W grudniu 2009 roku minister sprawiedliwości Aurelia Frick zapowiedziała, że rząd przygotuje projekt ustawy o rejestrowanych związkach partnerskich. W kwietniu 2010 roku rząd zaprezentował wstępny projekt i poddał go pod konsultacje społeczne, które zakończyły się 16 lipca 2010 roku.
W marcu 2011 odbyło się w Liechtensteinie referendum w którym 68,8 proc. głosujących opowiedziało się za legalizacją związków partnerskich. Ustawę o związkach partnerskich przyjął jednogłośnie Parlament Liechtensteinu.
1 stycznia 2025 roku wprowadzono w Liechtenstein małżeństwa jednopłciowe.

## Życie osób LGBT w kraju
W Liechtensteinie istnieje jedno stowarzyszenie społeczności LGBT - FLay - założone w 1998 roku.